# Hlodný
Hlodný je zaniklý hrad, který stával na jihozápadním opyši kopce Bělá v katastrálním území Malý Uhřínov obce Liberk v okrese Rychnov nad Kněžnou v Královéhradeckém kraji. Pozůstatky hradu se nachází nad soutokem Bělé a jejího bezejmenného levého přítoku.

## Historie
O Hlodném se dochovala jediná písemná zmínka z roku 1576, v níž se hrad uvádí jako pustý. Za jeho zakladatele bývá považován Jan Ovčíř ze Žampachu připomínaný v letech 1354–1369, za kterého ke hradu patřily vsi Velký a Malý Uhřínov. Nejpozději od roku 1393 panství vlastnil Půta z Častolovic, pán Rychmberka a Skuhrova. Na začátku patnáctého století převzal funkci Hlodného Nový hrad a Hlodný zanikl.

## Popis
Jednodílný hrad měl lichoběžný půdorys. Přístupnou severní stranu chránil šíjový příkop a před ním navršený val. Uvnitř plochy hradu se nachází vyvýšenina, jejíž součástí je drobný fragment zdiva. Za ní jsou patrné pozůstatky nejspíše dvouprostorové budovy.
Vyvýšenina může být přírodním útvarem nebo reliktem bergfritu. Ve druhém případě by hrad typologicky patřil ke hradům bergfritového typu. Absence příkopu na jižní straně hradu naznačuje, že stavba hradu nebyla dokončena.

## Přístup
Nedaleko místa, kde hrad stával, vede žlutě značená turistická trasa od Uhřínova Antoniiným údolím k Lomům. Část trasy kopíruje také silnice II/321 od Skuhrova nad Bělou k Jedlové v Orlických horách.